# Цесвайне
Це́свайне (латыш. Cesvaineо файле, ранее  Зесвеген, нем. Sesswegen) — город в составе Мадонского края Латвии. Расположен на реке Сула.

## История
В 1209 году Цесвайне вместе с другими землями центральной Латвии вошёл в Ливонское епископство. В 1211 году последнее было разделено, и Цесвайне отошёл к ордену меченосцев, но уже в 1213 году был возвращён епископу. В 1420 году стоявшая в Цесвайне деревянная крепость была заменена на каменную. К концу XVI века в городе насчитывалось 18 домов.
Во время Ливонской войны русские войска взяли город и разорили его. После войны, в 1582 году, Цесвайне отошёл к Польше. В 1656 году русские войска снова полностью разрушили город. Новое городское поселение стало формироваться здесь лишь в начале XIX века, после покупки земель вокруг Цесвайне бароном Вульфом.
С 1949 по 1956 годы Цесвайне являлся административным центром Цесвайнского района.
В 2021 году в результате новой административно-территориальной реформы Цесвайне вошёл в состав Мадонского края.

## Транспорт

### Автодороги
Через город проходит региональная автодорога P37 Плявиняс (Гостини) — Мадона — Гулбене. К Цесвайне подходит региональная автодорога P38 Цесвайне — Велена.

### Междугородное автобусное сообщение
Основные маршруты: Цесвайне — Мадона — Рига; Цесвайне — Мадона — Екабпилс; Цесвайне — Алуксне; Цесвайне — Гулбене; Цесвайне — Смилтене — Валмиера; Цесвайне — Цесис — Саулкрасты; Цесвайне — Лубана.

### Железнодорожное сообщение
Станция Цесвайне на линии Плявиняс — Гулбене. Дизель-поезда на линии курсируют раз в день в течение недели до станции Мадона. Поезд Рига — Гулбене курсирует раз в день по пятницам, субботам и воскресеньям.